# Муджикенд
Муджике́нд — гірська вершина у північно-східній частині Великого Кавказу. Знаходиться на півночі Азербайджану.